# Grand Entry, Indian Congress
Pour plus de détails, voir Fiche technique et Distribution.
Grand Entry, Indian Congress est un film américain muet et en noir et blanc sorti en 1901.

## Synopsis
Le film est une présentation de l'entrée de l'Indian Congress lors de Exposition pan-américaine, dans lequel était présenté des Wild West Shows, très populaires à l'époque.

## Fiche technique
- Titre : Grand Entry, Indian Congress
- Réalisation :
- Production : Siegmund Lubin
- Pays de production :  États-Unis
- Genre : Documentaire
- Durée : 150 pieds
- Date de sortie : 
  - États-Unis : 29 juin 1901